# Каменоломков анасон
Каменоломковият анасон (Pimpinella saxifraga), е растителен вид от семейство Сенникови, произхождащ от Британските острови и умерените райони на Европа и Западна Азия. Не е нито динка, на която приличат листата му, нито каменоломка, въпреки че има подобно билково действие като диуретик. Растението е включено в списъка на лечебните растения съгласно Закона за лечебните растения.
Растението съставлява голяма част от тревата в някои от варовиковите равнини в Южна Англия. Той е много питателен за овцете и говедата, а в миналото се е отглеждал на варовити почви за фураж.